# Kanton Rieumes
Kanton Rieumes (francouzsky Canton de Rieumes) je francouzský kanton v departementu Haute-Garonne v regionu Midi-Pyrénées. Tvoří ho 16 obcí.

## Obce kantonu
- Beaufort
- Bérat
- Forgues
- Labastide-Clermont
- Lahage
- Lautignac
- Monès
- Montastruc-Savès
- Montgras
- Le Pin-Murelet
- Plagnole
- Poucharramet
- Rieumes
- Sabonnères
- Sajas
- Savères